# Liste des œuvres de Béla Bartók
Pour un article plus général, voir Béla Bartók.

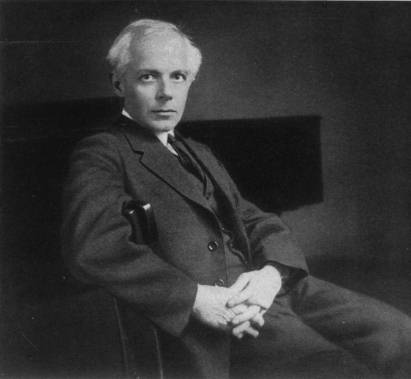
Béla Bartók en 1927.

Cette liste répertorie l'ensemble des compositions du compositeur hongrois Béla Bartók. Elle présente le catalogue classique établi par András Szőllősy (Sz.) en 1956 et celui plus récent de László Somfai (BB.), paru en 1996, avec révisions. De manière occasionnelle elle utilise la numérotation de Denijs Dille (1974) lorsque le catalogue Sz. n'est pas complet.

## Musiques scéniques
- Le Château de Barbe-Bleue (1911, révisé en 1912 & 1917) Op. 11, Sz. 48, BB 62, opéra
- Le Mandarin merveilleux (1926) Op. 19, Sz. 73, BB 82, ballet-pantomime
- Le Prince de bois (1914-16) Op. 13, Sz. 60, BB 74, ballet

## Musiques pour orchestre
- Concerto pour orchestre (1942–43, révisé 1945) Sz. 116, BB 123
- Divertimento (1939) Sz. 113, BB 118
- Suite de danses (Táncszvit) (1923) Sz. 77, BB 86a
- Quatre Pièces Op. 12, Sz. 51, BB 64
- Esquisses hongroises (1931 ) Sz. 97, BB 103
- Chansons paysannes hongroises Sz. 100, BB 107
- Kossuth, Poème symphonique Sz. 75a, BB 31
- Musique pour cordes, percussion et célesta (1936) Sz. 106, BB 114
- Danses roumaines Sz. 47a, BB 61
- Danses folkloriques roumaines pour petit orchestre Sz. 68, BB 76
- Scherzo en C Major de la Symphonie en E flat Major DD 68, BB 25
- Suite nº 1 pour orchestre (1905) Op. 3, Sz. 31, BB 39
- Suite no 2 pour petit orchestre (1943) Op. 4, Sz. 34, BB 40
- Suite Le Mandarin merveilleux Op. 19, Sz. 73, BB 82
- Suite Le Prince de bois Op. 13, Sz. 60, BB 74
- Danses transylvaniennes Sz. 96, BB 102b
- Deux Portraits (1908, 1909) Op. 5, Sz. 37, BB 48b
- Deux Images (1910) Op. 10, Sz. 46, BB 59

## Musique concertante

### Pour piano
- Concerto pour piano n° 1 (1926) Sz. 83, BB 91
- Concerto pour piano n° 2 (1932) Sz. 95, BB 101
- Concerto pour piano n° 3 (1945) Sz. 119, BB 127
- Scherzo Burlesque pour piano et orchestra Op. 2, Sz. 28, BB 35
- Rhapsodie pour piano et orchestre Op. 1 (1905), Sz. 27, BB 36b

### Pour violon
- Concerto pour violon n° 1 (1907-1908, 1st pub 1956) Op. posth., Sz. 36, BB 48a
- Concerto pour violon n° 2 (1937-38) Sz. 112, BB 117
- Rhapsodie «danses folkloriques» pour violon et orchestre n° 1 (1928-29) Sz. 87, BB 94
- Rhapsodie «danses folkloriques» pour violon et orchestre n° 2 (1928, rev. 1935) Sz. 90, BB 96

### Pour alto
- Concerto pour alto (1945, complété par son ami proche Tibor Serly en 1949 et également arrangé par ce dernier comme Concerto pour violoncelle) Sz. 120, BB 128

## Musiques pour chœur

### Avec accompagnement orchestral
- Trois Scènes de village « Falun » Sz. 79, BB 87b
- Cinq Chansons populaires hongroises Sz. 101, BB 108
- Cinq chansons Op. 15, Sz. 61, BB 74
- Sept Chœurs avec accompagnement orchestral Sz. 103, BB 111
- Cantata Profana Les Neuf Cerfs enchantés (1930) Sz. 94, BB 100

### Sans accompagnement orchestral
- Quatre vieilles chansons folkloriques hongroises Sz. 50, BB 60
- Quatre chansons folkloriques slovaques Sz. 70, BB 78
- Vingt-sept Chœurs à deux et trois voix Sz. 103, BB 111
- Soirée Sz. 74, BB 30
- Des temps anciens (1935)
- Chansons folkloriques hongroises Sz. 93, BB 99
- Chansons folkloriques slovaques Sz. 69, BB 77
- Chansons Székely Sz. 99, BB 106

## Musique de chambre
- Quarante-quatre Duos pour deux violons Sz. 98, BB 104
- Andante en la majeur DD 70, BB 26
- Contrastes pour clarinette, violon, et piano (1938) Sz. 111, BB 116
- Quintette pour piano et cordes (1903-1904) DD 77, BB 33
- Quatuor pour piano et cordes en do mineur, Op. 20, DD 52 (1898)
- Rhapsodie n° 1 pour violon et piano Sz. 86, BB 94
- Rhapsodie n° 2 pour violon et piano Sz. 89, BB 96
- Sonate pour deux pianos et percussion Sz. 110, BB 115
- Sonate en mi mineur pour violon et piano DD 72, BB 28
- Sonate n° 1 pour violon et piano (1921) Op.21, Sz. 75, BB 84
- Sonate n° 2 pour violon et piano (1922) Sz. 76, BB 85
- Sonate pour violon Sz. 117, BB 124
- Quatuors à cordes :
  - Quatuor à cordes n° 1 Op. 7, Sz. 40, BB 52
  - Quatuor à cordes n° 2 Op. 17, Sz. 67, BB 75
  - Quatuor à cordes n° 3 Sz. 85, BB 93
  - Quatuor à cordes n° 4 Sz. 91, BB 95
  - Quatuor à cordes n° 5 Sz. 102, BB 110
  - Quatuor à cordes n° 6 Sz. 114, BB 119

## Musiques pour piano
- Deux Élégies Op. 8b, Sz. 41, BB 49
- Deux Danses folkloriques roumaines (1910) Op. 8a, Sz. 43, BB 56
- Trois Burlesques Op. 8c, Sz. 47, BB 55
- Trois Études Op. 18, Sz. 72, BB 81
- Quatre Chants funèbres Op. 9a, Sz. 45, BB 58
- Quatre Pièces DD 71, BB 27
- Sept Esquisses Op. 9b, Sz. 44, BB 54
- Huit Improvisations sur des chansons paysannes hongroises (1920) Op. 20, Sz. 74, BB 83
- Quatorze Bagatelles (1908) Op. 6, Sz. 38, BB 50
- Quinze Chansons paysannes hongroises Sz. 71, BB 79
- Allegro barbaro (1911) Sz. 49, BB 63
- Chants de Noël roumains (1915), en deux séries de 10, Sz. 57, BB 67
- Suite pour piano (1916) Op. 14, Sz. 62
- Suite pour danse Sz. 77, BB 86
- Pour les enfants Sz. 42, BB 53, [Books 1 & 2] Vol.1-4
- Marche funèbre Sz. 75b, BB 31
- Mikrokosmos (1926, 1932-39) Sz. 107, BB 105
- Neuf Petites Pièces Sz. 82, BB 90
- En plein air (1926) Sz. 81, BB 89
- Petite Suite Sz. 105, BB 113
- Petits Morceaux Sz. 67/1, BB 38
- Rhapsodie Op. 1 (1904), Sz. 26, BB 36a
- Six Danses populaires roumaines (1915) Sz.56
- Scherzo oder Fantasie Op. 18, DD 50, BB 11
- Sept Pièces de Mikrokosmos Sz. 108, BB 120, pour deux pianos
- Sonate pour piano (1926) Sz. 80, BB 88
- Sonatine (1915) Sz. 55, BB 69
- Suite Op. 4b, Sz. 115a, BB 122
- The First Term at the Piano Sz. 52-53, BB 67
- Trois Rondos sur des airs slovaques Sz. 84, BB 92
- Trois Chansons folkloriques hongroises du district de Csík Sz. 35a, BB 45/b
- Trois Chansons folkloriques hongroises  Sz. 66, BB 80/b
- Dix Pièces faciles Sz. 39

## Chansons
- Deux Chansons folkloriques hongroises Sz. 33b, BB 44
- Quatre Chansons folkloriques slovaques Sz. 35b, BB 46
- Quatre Chansons de Mikrokosmos Sz. 107, BB 105
- Cinq Chansons sur des poèmes d'Endre Ady Op. 16, Sz. 63, BB 72
- Cinq Chansons Op. 15, Sz. 61, BB 71
- Huit Chansons folkloriques hongroises Sz. 64, BB 47
- Vingt Chansons folkloriques hongroises Sz. 92, BB 98
- Székely Folksong Piros Alma... Sz. 30, BB 34
- From Gyergyó Sz. 35, BB 45a
- Chansons folkloriques hongroises Sz. 109, BB deest
- Deux Chansons folkloriques hongroises #1-10 Sz. 33, BB 42
- Deux Chansons folkloriques hongroises #11-20 Sz. 33a, BB 43
- Scènes de village «Falun» Sz. 78, BB 87a

## Arrangements par d'autres
- Suite paysanne hongroise (arrangée par Paul Arma pour flûte et piano ou orchestre)
- Danses folkloriques roumaines (arrangées par Frederick Charlton pour The Hutchins Consort)